# Oréstis Karnézis
Oréstis Karnézis (grec moderne : Ορέστης Καρνέζης), né le 11 juillet 1985 à Athènes en Grèce est un footballeur international grec. Il évolue au poste de gardien de but.

## Biographie

### Carrière en club

#### Départ de Grèce et prêts successifs
Né à Athènes en Grèce, Oréstis Karnézis est formé à l'OFI Crète.
Il est transféré contre 800 000€ à l'Udinese Calcio en 2013 avant d'être prêté à Grenade en Liga Santander. Ayant des difficultés à s'imposer chez les Andalous, il n'y dispute que six rencontres en championnat et deux en Coupe du roi. Il revient alors en Italie où il s'impose comme titulaire.

#### Watford FC
Il est prêté à Watford le 31 août 2017. Il joue son premier match de Premier League le 5 novembre 2017, remplaçant Heurelho Gomes à la 59e minute de jeu. Alors que son équipe mène 2 buts à 0, il commet une erreur amenant la réduction du score d'Everton. Ces derniers s'imposeront finalement 3-2. Le gardien brésilien étant touché au dos lors de la deuxième partie de saison, Karnézis s'impose titulaire, débutant quatorze rencontres de championnat sur la phase retour.

#### SSC Napoli
Le 5 juillet 2018, il s'engage en faveur du SSC Naples en compagnie de son coéquipier Alex Meret, leurs arrivées devant compenser le départ de Pepe Reina vers l'AC Milan. Meret se fracturant l'avant-bras gauche dès ses premiers entraînements avec le Napoli, il commence la saison comme titulaire avant que David Ospina ne soit recruté.
Prêtés avec obligation d'achat dans un premier temps, l'Udinese annonce leurs transferts définitifs fin février contre 25 millions d'euros. Il est titularisé lors des deux dernières journées du championnat face à l'Inter Milan (victoire 4-1) et face à Bologne (défaite 3-2), totalisant neuf titularisations sur l'ensemble de la saison 2018-2019. Troisième gardien dans la hiérarchie, il ne dispute aucune minute de jeu lors de la saison 2019-2020, quelle que soit la compétition.

#### LOSC Lille
Dans le cadre du transfert de Victor Osimhen vers Naples, il rejoint le LOSC le 5 septembre 2020 afin d'être la doublure de Mike Maignan. Pour la saison 2021-2022, le LOSC compte quatre gardiens dans son effectif. Il se voit alors relégué au dernier plan derrière Ivo Grbić, Adam Jakubech et Léo Jardim. Le club nordiste annonce la résiliation de son contrat le 31 mai 2022. Il n'aura disputé qu'une seule rencontre sous le maillot lillois, en seizièmes de finale de la Coupe de France 2020-2021 face au Gazélec Ajaccio (victoire 1-3).

### Carrière en sélection
Oréstis Karnézis honore sa première sélection avec l'équipe nationale de Grèce le 29 février 2012 lors d'un match amical face à la Belgique. Nacer Chadli répond à la 32e minute à l'ouverture du score de Dimítris Salpingídis (1-1 score final).

## Palmarès
- Champion de France en 2021 avec le LOSC Lille
- Champion de Grèce en 2010 avec le Panathinaïkos
- Vainqueur de la Coupe de Grèce en 2010  avec le Panathinaïkos
- Vainqueur de la Coupe d'Italie en 2020 avec le SSC Naples